# Arondismentul 16 din Paris
Arondismentul 16 (în franceză 16e arrondissement) este unul dintre cele douăzeci de arondismente din Paris. Este situat pe malul drept al fluviului Sena. Este delimitat la nord de arondismentele 17 și 8 și de comuna Neuilly-sur-Seine, la est de Sena, arondismentele 7 și 15 și comuna Issy-les-Moulineaux, la sud de comuna Boulogne-Billancourt și la vest de Sena și comunele Suresnes și Puteaux. Include pădurea Bois de Boulogne.

## Demografie
| An                      | Populație | Densitate (loc. pe km²) |
| ----------------------- | --------- | ----------------------- |
| 1861                    | 36.728    |                         |
| 1866                    | 42.187    |                         |
| 1872                    | 40.200    |                         |
| 1962 (vârf de populare) | 227.418   | 28.985                  |
| 1968                    | 214.120   | 27.290                  |
| 1975                    | 193.590   | 24.674                  |
| 1982                    | 179.446   | 22.871                  |
| 1990                    | 169.863   | 21.650                  |
| 1999                    | 161.773   | 20.452                  |
| 2006                    | 153.920   | 19.459                  |

## Administrație

### Primăria
| Alegere | Nume                        | Partid           | Mențiuni                     |
| ------- | --------------------------- | ---------------- | ---------------------------- |
| 1983    | Georges Mesmin              | UDF              | Ales în 1983.                |
| 1989    | Pierre-Christian Taittinger | RPR/UMP          | Ales în 1989, 1995, și 2001. |
| 2008    | Claude Goasguen             | UMP/Republicanii | Ales în 2008 și 2014.        |

## Locuri

### Instituții

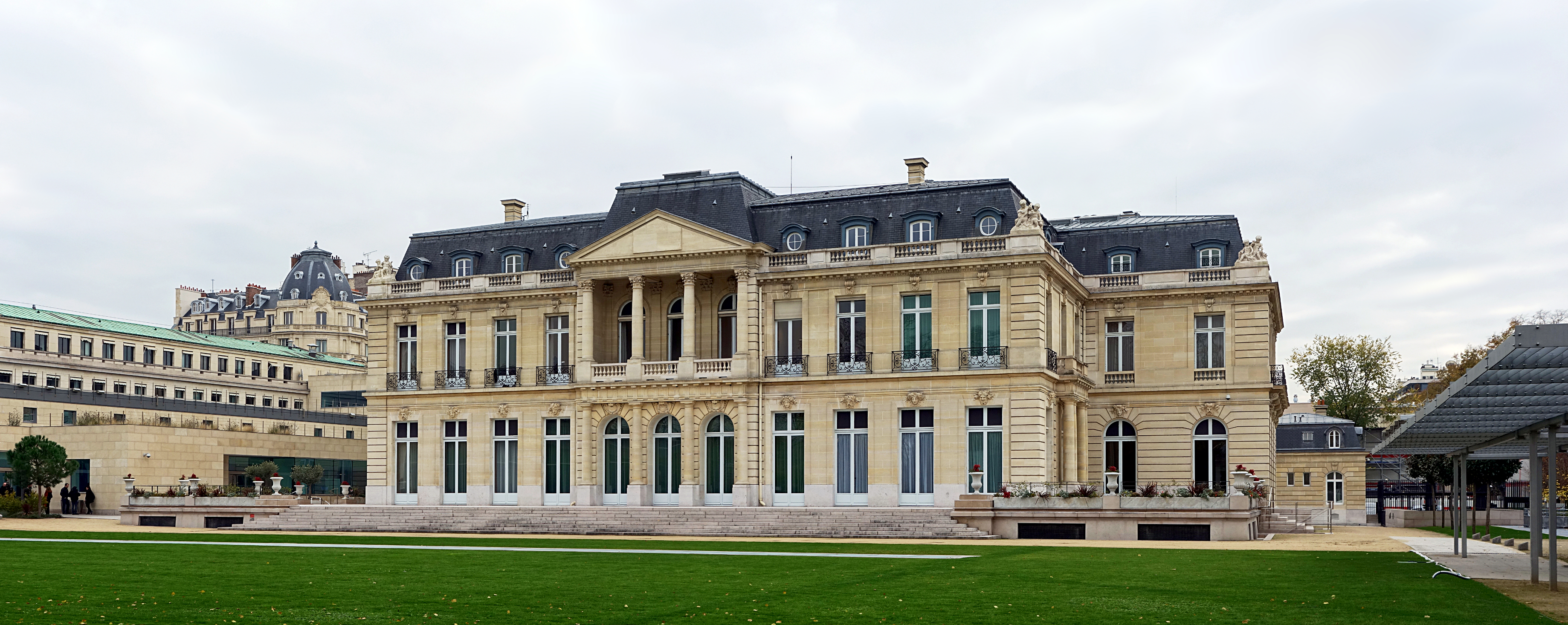
Castelul Muette, sediul OCDE

- sediul Organizației pentru Cooperare și Dezvoltare Economică

- Instituții de învățământ
  - Lycée Janson-de-Sailly
  - Lycée Jean-Baptiste-Say
  - Lycée Jean-de-La-Fontaine
  - Lycée Molière
  - Lycée Saint-Jean-de-Passy
  - Lycée Saint-Louis-de-Gonzague
  - Universitatea Paris-Dauphine

Arondismentul include peste 90 de misiuni diplomatice, inclusiv ambasada Republicii Moldova în Franța.

### Principalele monumente
- Monumente civile
  - Cimetière de Passy
  - Fondation d'entreprise Louis-Vuitton
  - Maison de Balzac
  - Maison de la Radio
  - Palais de Chaillot
  - Palais de Tokyo

- Monumente religioase
  - Église Notre-Dame de Grâce de Passy
  - Église Notre-Dame de l’Assomption de Passy

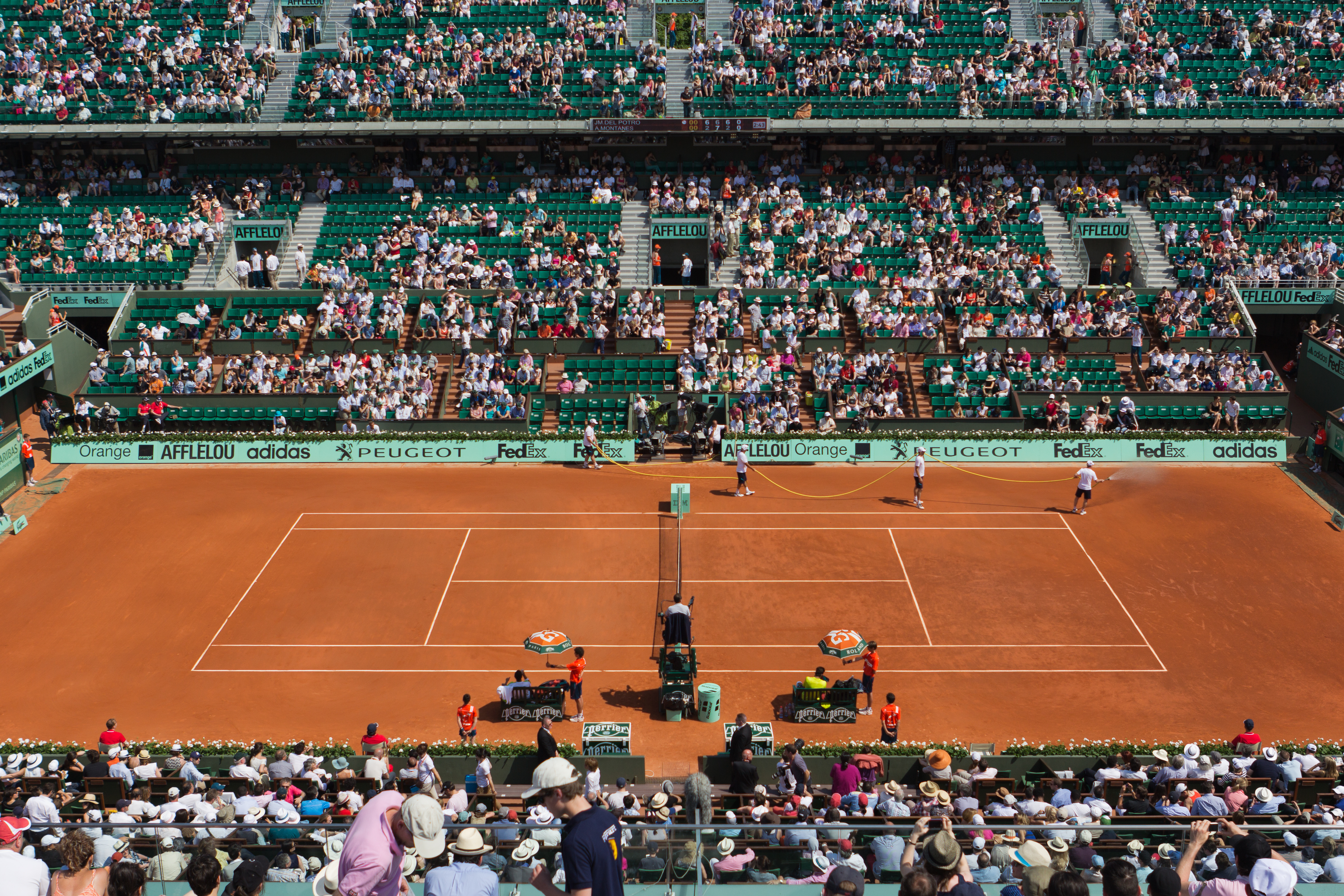
Terenul Philippe Chatrier în timpul Turneului de tenis de la Roland Garros

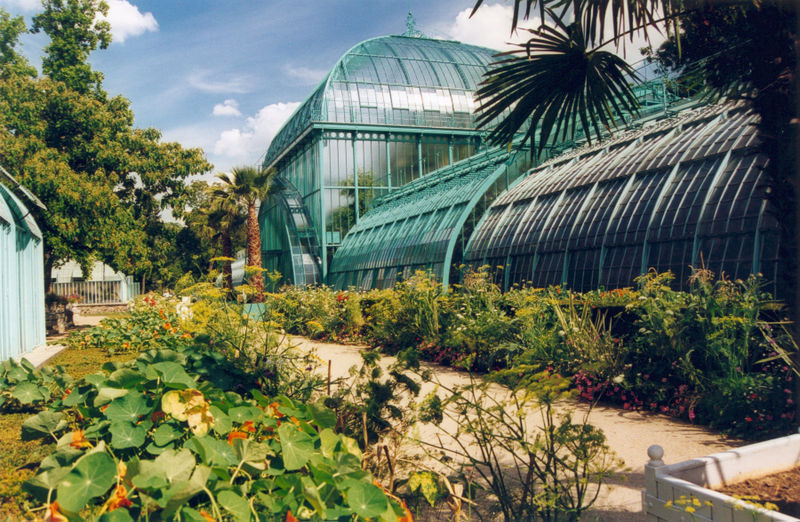
Sere de la Auteuil

  - Église Saint-Honoré d'Eylau
  - Église Saint-Pierre de Chaillot
  - Église Notre-Dame d'Auteuil
  - Église Sainte-Jeanne de Chantal
  - Église Saint-François-de-Molitor

- Facilități sportive
  - Hippodrome d'Auteuil
  - Hippodrome de Longchamp
  - Parc des Princes
  - Stade Jean-Bouin
  - Stade Pierre-de-Coubertin
  - Stade Roland Garros

- Parcuri și grădini
  - Bois de Boulogne
  - Jardin d'acclimatation
  - Jardin des serres d'Auteuil
  - Jardins du Trocadéro
  - Jardin du Ranelagh
  - Parc de Bagatelle
  - Parc de Passy

### Piețe și străzi
- Avenue Foch
- Avenue Victor Hugo
- Place Charles-de-Gaulle
- Place du Trocadéro
- Podul Garigliano
- Podul Mirabeau
- Podul Grenelle
- Podul Bir-Hakeim
- Podul Iéna

## Legături externe
- Site-ul oficial

1. ↑  Paris : Danièle Giazzi succède à Claude Goasguen à la mairie du XVIe (în franceză)